# Zdravets
Zdravets (Bulgaars: Здравец, Turks: Tursunköy) is een dorp in het noordoosten van Bulgarije, gelegen in de gemeente Samoeil in oblast Razgrad. Het dorp ligt hemelsbreed ongeveer 18 km ten oosten van de stad Razgrad en 289 km ten noordoosten van de hoofdstad Sofia. 

## Bevolking
Het dorp telde in december 2019 322 inwoners, een daling vergeleken met het maximum van 1.134 personen in 1934.
|  |

Van de 378 inwoners reageerden er 361 op de optionele volkstelling van 2011. Van deze 361 respondenten identificeerden 310 personen zichzelf als Bulgaarse Turken (85,9%), gevolgd door 38 etnische Bulgaren (10,5%) en 13 ondefinieerbare respondenten (3,6%).
Bogdantsi · Bogomiltsi · Choema · Charsovo · Goljam Izvor · Goljama Voda · Kara Michal · Krivitsa · Nozjarovo · Ptsjelina · Samoeil · Vladimirovtsi · Zdravets · Zjeljazkovets